# Spoon
Spoon – grupa muzyczna grająca indie rock, pochodząca z Austin w Teksasie. W skład zespołu wchodzą: Britt Daniel (wokal i gitara), Rob Pope (gitara basowa), Eric Harley (keyboard, gitara, perkusja, drugi wokal). 

## Historia
Zespół założył w 1993 roku wokalista i gitarzysta Britt Daniel oraz perkusista Jim Eno. Pierwszy skład uzupełniali Greg Wilson grający na gitarze oraz Andy McGuire na basie. Nazwa zespołu została wybrana by uczcić awangardowy zespół niemiecki Can, którego utwór pt. Spoon był muzycznym tematem filmu Das Messner.

## Działalność
Pierwsza płyta została wydana w maju 1994 roku i nosiła tytuł The Nefarious EP, znalazły się na niej 4 utwory. W 1995 roku zespół podpisał kontrakt z Matador Records i w ciągu roku wydał longplejTelephono w 1996 roku. Album spotkał się z mieszaną krytyką, a ich brzmienie często było porównywane do Pixies i Wire.
W 1998 roku Spoon podpisał umowę z wytwórnią Elektra Records. W maju 1998 roku została wydana płyta A Series of Sneaks, jednak nie sprzedawała się tak dobrze jak Elektra prognozowała. Po 4 miesiącach od wydania wytwórnia rozwiązała kontrakt, a Ron Laffitte został zwolniony.
Następnie Spoon związał się w 2000 roku z wytwórnią Merge Records i dzięki nim wydali płytę Love Ways. Rok później przyszedł czas na kolejny krążek „Girls Can Tell”. Płyta okazała się sukcesem i sprzedała się w ilości większej niż dwa poprzednie albumy. W 2002 roku ukazuje się „Kill the Moonlight”, który przyniósł ich najbardziej popularny singiel „The Way We Get By”. Następny album Gimme Fiction, wydany w 2005 roku, zadebiutował na 44 miejscu na liście Billboard 200, z sumą sprzedanych płyt 160 000.
Szósty album Ga Ga Ga Ga Ga wydali w 2007 roku i zadebiutował on na miejscu 10 listy Billboard 200. Kolejnym krążkiem okazało się wydane 3 lata później Transference, które osiągnęło 4. miejsce amerykańskiej listy przebojów.

## Albumy
- Telephono (1996)
- A Series of Sneaks (1998)
- Girls Can Tell (2001)
- Kill the Moonlight (2002)
- Gimme Fiction (2005)
- Ga Ga Ga Ga Ga (2007)
- Transference (2010)
- They Want My Soul (2014)
- Hot Thoughts (2017)
- Lucifer on the Sofa (2022)